# Woonsocket (Rhode Island)
Woonsocket è una città degli Stati Uniti d'America, nella Contea di Providence, nello Stato del Rhode Island.
La popolazione era di 44.328 abitanti nel censimento del 2000, passati a 43.590 secondo una stima del 2007.